# 番路教會
台灣基督長老教會番路教會位於嘉義縣番路鄉菜公店地方159甲縣道番路段，是台灣基督長老教會嘉義中會東區所轄的教會之一。由鄧金枝女士開拓，母會為嘉義東門教會，其日式禮拜堂建於1918年，有105年歷史，為大嘉義地區現存最早的日式及木造禮拜堂。

## 歷史
番路教會為番路鄉第一間教會，原為番路佈道所，擁有66年歷史，由鄧金枝女士借東門教會會友及女宣(婦女事工委員會)之力設立。1973年，嘉義東門教會重新建堂，原1918年興建之木造日式禮拜堂整棟搬遷至番路教會 。

## 歷任牧者
| 任別       | 姓名   | 上任日期  | 離任日期 | 備註                             |
| ---------- | ------ | --------- | -------- | -------------------------------- |
| 第一任牧師 | 鄭志成 | 1997年8月 |          | 本會創立後第一位派駐於本會傳道者 |
| 牧師       | 李造宇 |           |          | 昇格堂會後第一任                 |

## 交通
| 路線        | 業者       | 行先                     | 停靠站 |
| ----------- | ---------- | ------------------------ | ------ |
| 幸福番路1路 | 嘉義縣公車 | 聖馬爾定醫院－菜公店     | 菜公店 |
| 7308        | 嘉義縣公車 | 大雅站－半天岩           | 菜公店 |
| 7311        | 嘉義縣公車 | 大雅站－半天岩           | 菜公店 |
| 7317        | 嘉義縣公車 | 大雅站－大湖(經由半天岩) | 菜公店 |
| 7318        | 嘉義縣公車 | 大雅站－大湖(經由埔尾)   | 菜公店 |

## 圖輯

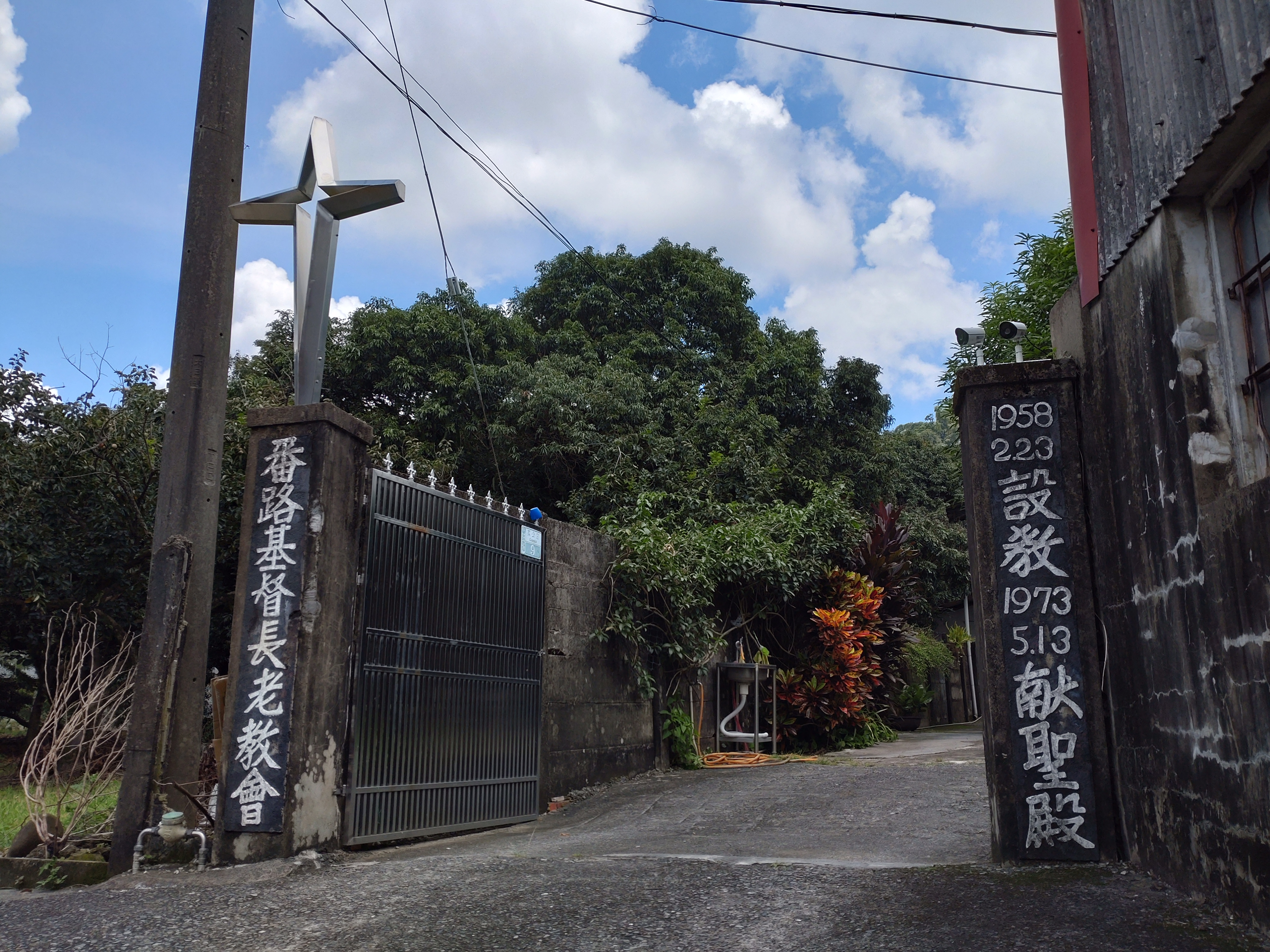
番路教會大門
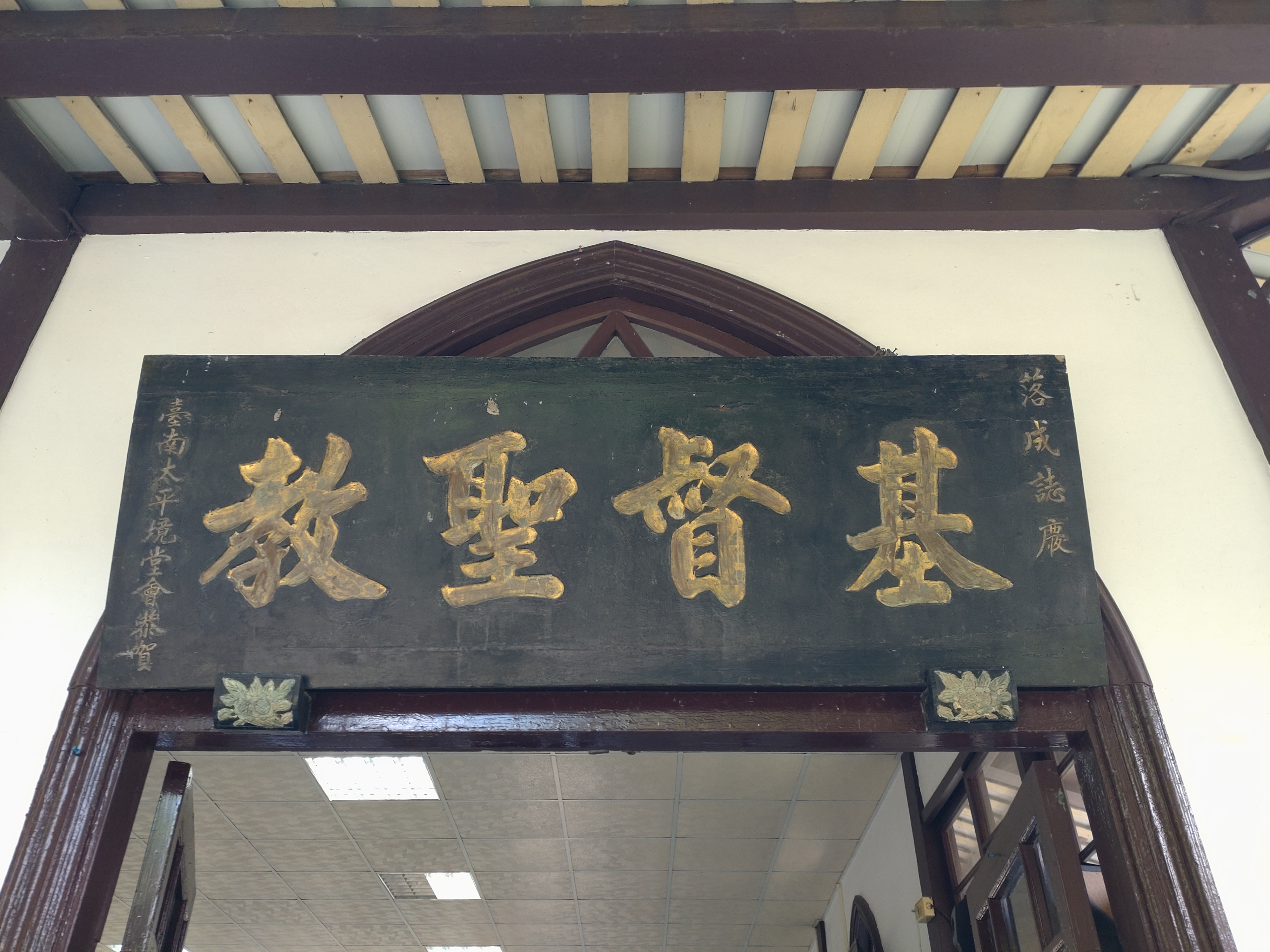
原嘉義教會基督聖教匾額
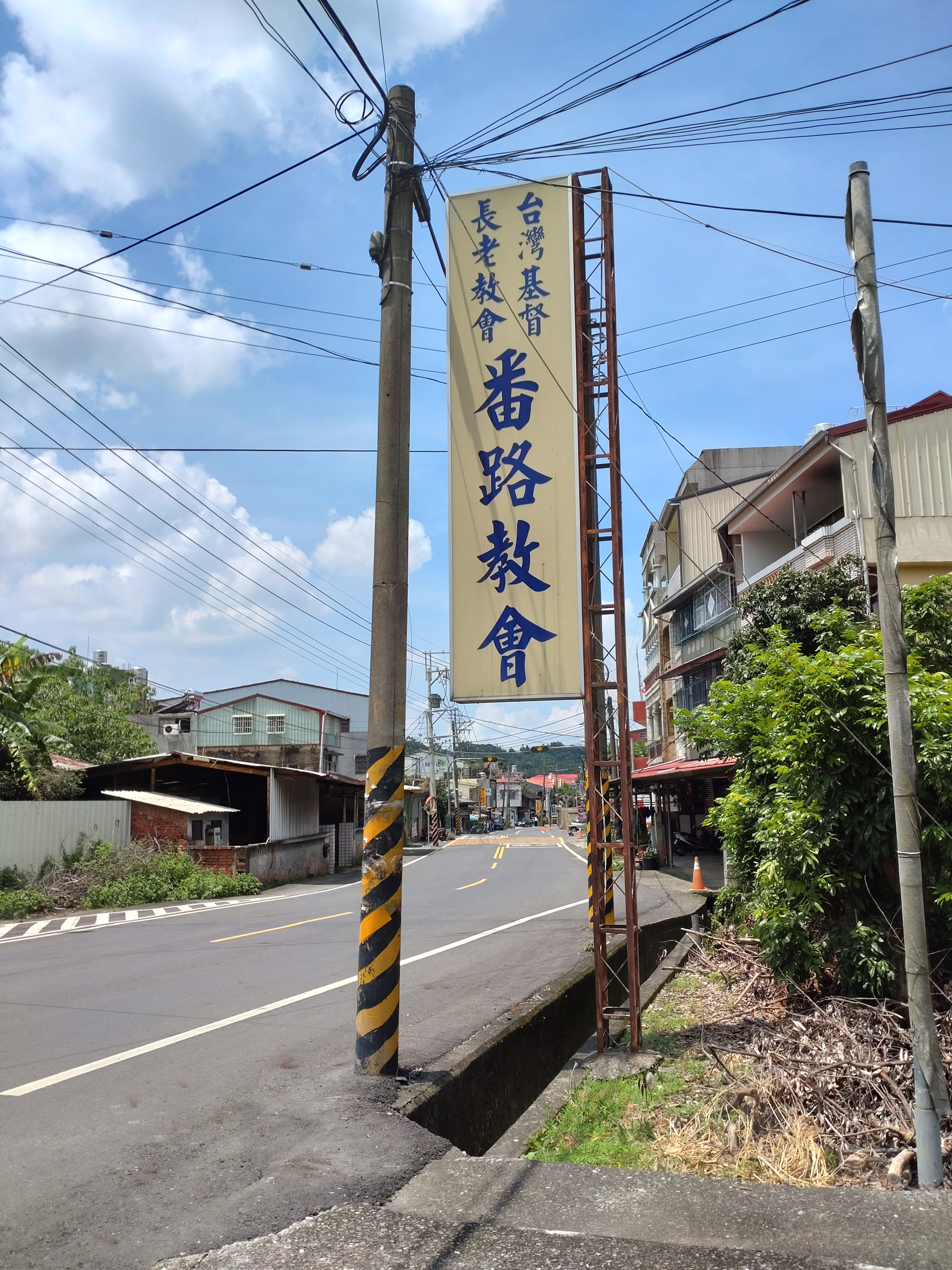
番路教會路側看板
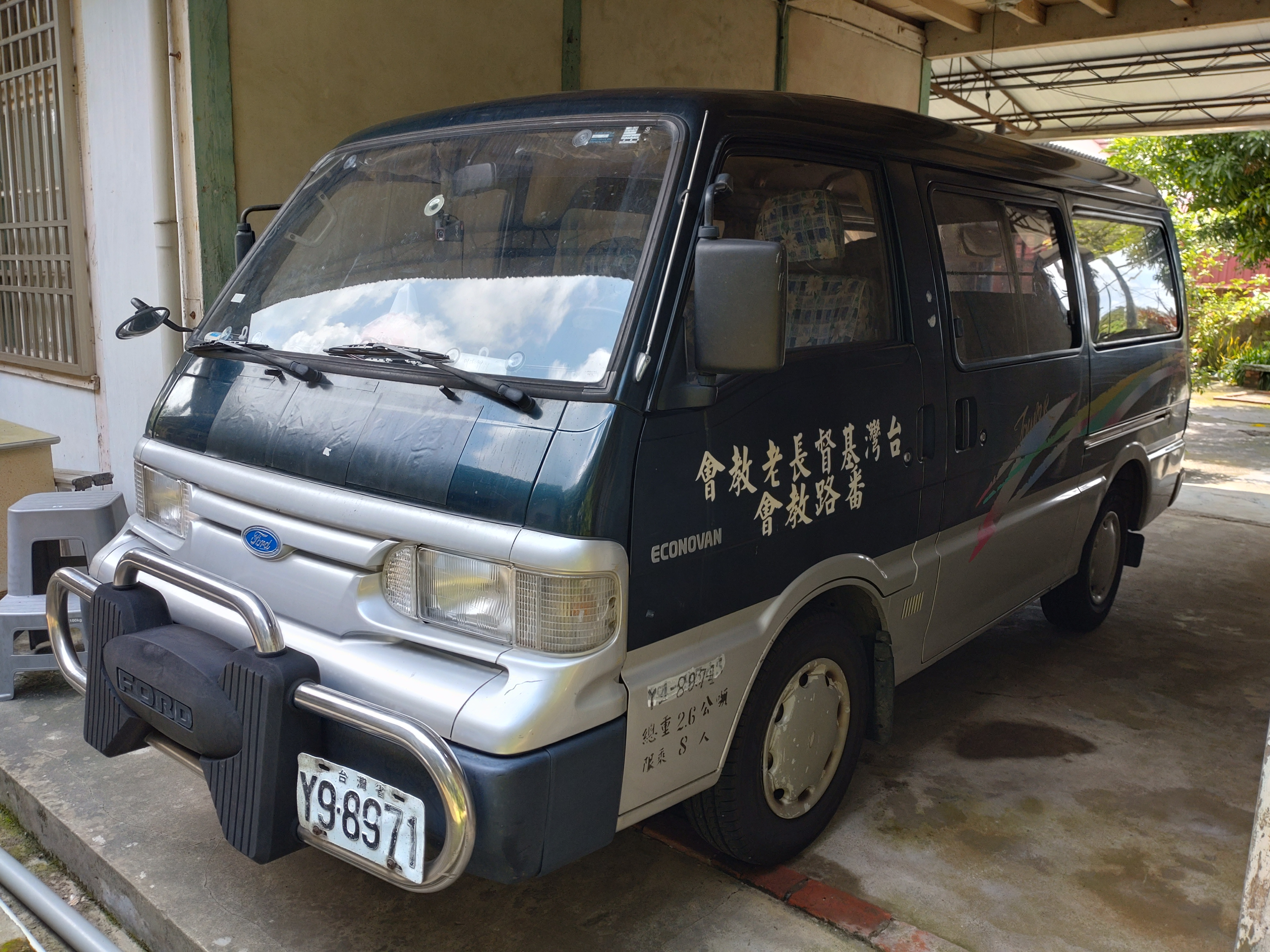
番路教會福音車

## 周邊
- 159甲縣道
- 7-ELEVEn番路門市
- 番路鄉公所
- 番路鄉農會
- 番路郵局
- 民和國中
- 民和國小
- 番路分駐所
- 竹崎戶政番路辦公室

## 外部連結
1. ↑  圖像（拜堂） 番路教會禮拜堂 （页面存档备份，存于），賴永祥長老史料庫
2. ↑  王貞文 (编). . 台灣教會公報社. 2005年11月14-20日.